# Pulaski Bridge
Die Pulaski Bridge ist eine Brücke in New York City, welche die beiden Stadtteile Long Island City in Queens und Greenpoint in Brooklyn über den Newtown Creek verbindet. Sie wurde, wegen der zahlreichen polnisch-amerikanischen Bevölkerung in Greenpoint, nach Kazimierz Pułaski, einem polnischen General im Amerikanischen Unabhängigkeitskrieg, benannt. Sie verbindet die 11th Street in Queens mit dem McGuinness Boulevard in Brooklyn.
Die Pulaski Bridge wurde am 10. September 1954 für den Verkehr freigegeben. Mit ihrer Eröffnung ersetzte sie die nahe gelegene Vernon Avenue Bridge, welche seit 1905 die Vernon Avenue in Long Island City mit der Manhattan Avenue in Greenpoint verband und wegen Sicherheitsbedenken geschlossen wurde.

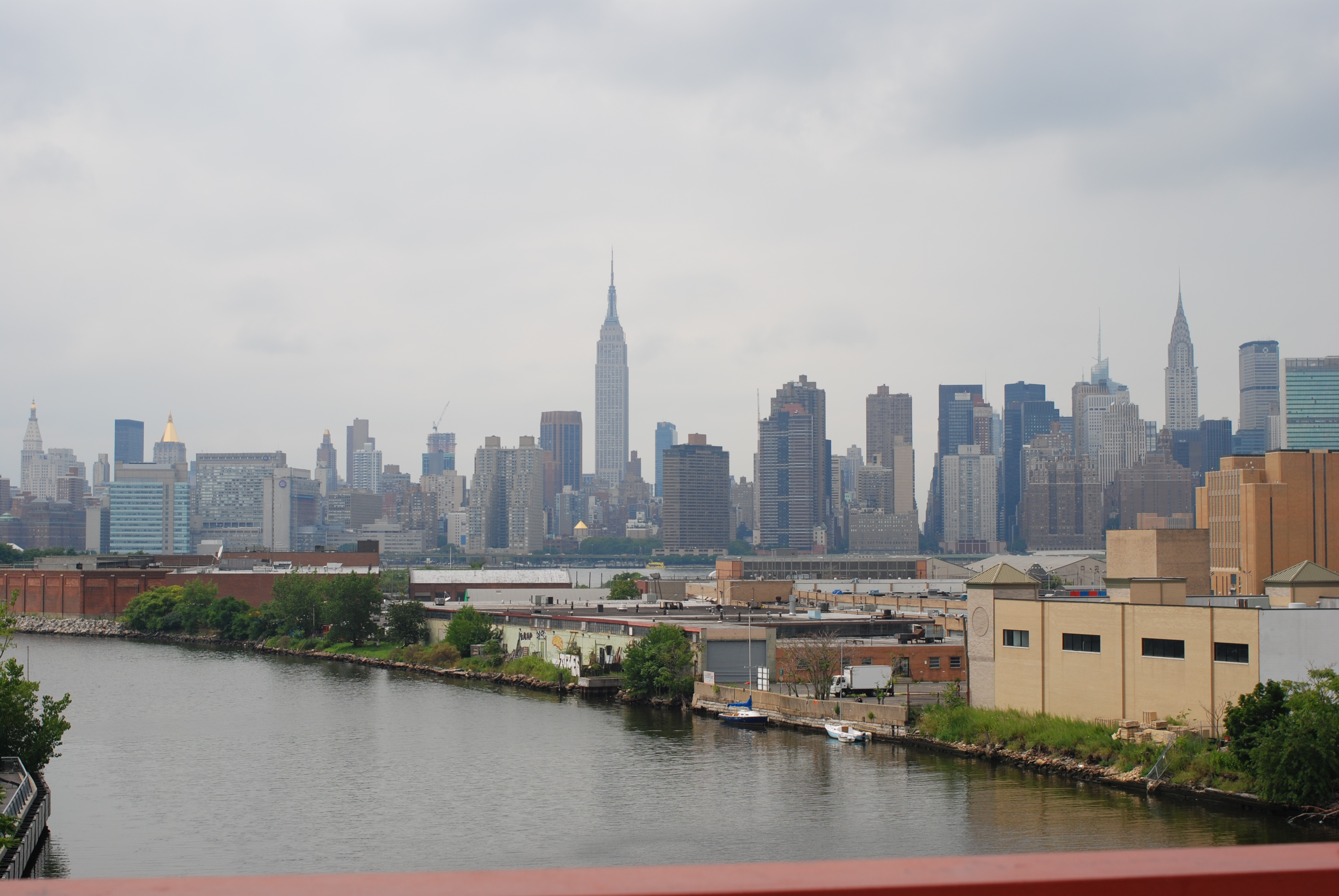
Blick von der Pulaski Bridge auf die Skyline Manhattans

Die von Frederick Zurmuhlen entworfene Klappbrücke trägt eine 6-streifige Fahrbahn und einen 2,7 m breiten Fußgängerweg und führt über das Wasser, Gleise der Long Island Rail Road und die Einfahrt des Queens-Midtown Tunnel. Der Fußgängerweg ist an der westlichen bzw. flussabwärts gerichteten Seite der Brücke, was Passanten einen guten Blick auf die Skyline Manhattans und andere Brücken, wie die Williamsburg Bridge und die Queensboro Bridge, gewährt.
Zwischen September 1991 und Juni 1994 wurde die Brücke für insgesamt 38 Millionen USD saniert. Während dieser Zeit wurden die befahrbaren Spuren auf eine in jede Richtung reduziert, um unter anderem die Fahrbahn zu erneuern, elektrische Kabel auszutauschen und dem Gebilde einen neuen Anstrich zu geben.
Die Pulaski Bridge liegt auf der Route des New York City Marathon und wird, fast genau 21 km vom Start entfernt, als Mitte der Marathonstrecke angesehen.